# Mountain West Conference
Mountain West Conference (MWC) je jedna od NCAA konferencija Divizije I. MWC je službeno s radom počela u srpnju 1999. Geografski, MWC pokriva velik dio zapadnog SAD-a, a članice joj se nalaze u Kaliforniji, Coloradu, Idahu, Havajima, Nevadi, Novom Meksiku, Uti i Wyomingu. 
Članovi konferencije su sveučilišta Air Force, Boise State, Colorado State, San Diego State, New Mexico, UNLV, Utah i Wyoming. 

## Škole
| Institucija                                        | Lokacija                   | Naziv sportske ekipe | Pridružili se konferenciji | Sportovi      | Druge konferencije |
| -------------------------------------------------- | -------------------------- | -------------------- | -------------------------- | ------------- | ------------------ |
| United States Air Force Academy (Air Force)        | Colorado Springs, Colorado | Falcons              | 1999                       | svi           |                    |
| Boise State University                             | Boise, Idaho               | Broncos              | 2011                       | svi           |                    |
| Colorado State University                          | Fort Collins, Colorado     | Rams                 | 1999                       | svi           |                    |
| California State University, Fresno (Fresno State) | Fresno, Kalifornija        | Bulldogs             | 2012                       | svi           |                    |
| University of Nevada, Reno (Nevada)                | Reno, Nevada               | Wolf Pack            | 2012                       | svi           |                    |
| University of New Mexico                           | Albuquerque, New Mexico    | Lobos                | 1999                       | svi           |                    |
| San Diego State University                         | San Diego, California      | Aztecs               | 1999                       | svi           |                    |
| San Jose State University                          | San Jose, Kalifornija      | Spartans             | 2013                       | svi           |                    |
| University of Nevada, Las Vegas (UNLV)             | Las Vegas, Nevada          | Rebels               | 1999                       | svi           |                    |
| Utah State University                              | Logan, Utah                | Aggies               | 2013                       | svi           |                    |
| University of Wyoming                              | Laramie, Wyoming           | Cowboys & Cowgirls   | 1999                       | svi           |                    |
| University of Hawai'i at Mānoa                     | Honolulu, Hawai'i          | Rainbow Warriors     | 2012                       | samo football | Big West           |